# Spoorlijn Saint-Roch - Frévent
De Spoorlijn Saint-Roch - Frévent was een Franse spoorlijn van Amiens naar Frévent. De lijn was 59,3 km lang en heeft als lijnnummer 305 000.

## Geschiedenis
De lijn werd aangelegd door de Compagnie des chemins de fer du Nord en in meerdere gedeeltes geopend. Van Canaples naar Doullens op 11 april 1874, van Doullens naar Bouquemaison op 25 juli 1874, van Bouquemaison naar Frévent op 15 mei 1876 en van Saint-Roch naar Canaples op 15 oktober 1877. Reizigersverkeer werd gestaakt op 7 november 1938. 
Het gedeelte tussen Bouquemaison en Frévent en werd in 1944 gesloten, van Doullens tot Bouquemaison in 1966 en tussen Bertangles-Poulainville en Doullens in juli 2002. Alleen het gedeelte tussen Saint-Roch en het Espace Industriel Nord bij Amiens is nog in gebruik.

## Aansluitingen
In de volgende plaatsen is of was er een aansluiting op de volgende spoorlijnen:
Saint-Roch
RFN 311 000, spoorlijn tussen Longueau en Boulogne-Ville
RFN 321 000, spoorlijn tussen Saint-Roch en Darnétal-Bifurcation
Montières
RFN 305 606, stamlijn Montières (ZI de Montières)
RFN 305 608, stamlijn Montières (desserte n° 1)
RFN 305 611, stamlijn Montières (desserte n° 2)
Canaples
RFN 322 000, spoorlijn tussen Canaples en Longroy-Gamaches
Fienvillers-Candas
lijn tussen Conchil-le-Temple en Achiet-le-Petit
Doullens
RFN 306 000, spoorlijn tussen Doullens en Arras
Frévent
RFN 289 000, spoorlijn tussen Fives en Abbeville